# Тип 92 (бронетранспортёр)
Тип 92 (ZSL-92) — семейство колёсных боевых бронированных машин, разработанных и производимых китайской компанией Норинко. Заводское обозначение — WZ551.
Колесная ББМ была принята на вооружение НОАК в модификации БМП с 25-мм автоматической пушкой под индексом Тип-92 в 1995 году. После военной реформы китайской армии название бронемашины было изменено на ZSL92.

## Модификации

### 8 х 8
- 122-мм SPH — САУ, вооружённая 122-мм гаубицей

### 6 х 6
- WZ-551 — прототип БМП с 25-мм автоматической пушкой
- WZ-551-1 — прототип БМП с 73-мм гладкоствольной полуавтоматической пушкой
- WZ-551-2 — прототип бронетранспортёра с 12,7-мм пулемётом
- ZSL-92 — серийная БМП с 25-мм автоматической пушкой
- ZSL-92A — серийный бронетранспортёр с 12,7-мм пулемётом
- ZSL-92B — Он имеет полностью закрытую башню, оснащенную автоматической пушкой калибра 30 мм (ZPT-99), спаренным пулеметом и противотанковой ракетой HJ-73, которая является более мощной версией.
- PTL-02 — машина огневой поддержки пехоты, вооружённая 100-мм гладкоствольной пушкой[4]
- PLL-05 — САУ, вооружённая гладкоствольной 120-мм нарезной полуавтоматической пушкой-гаубицей-миномётом (копия орудия САУ 2С9 «Нона-C»)[5]
- WZ-901 — полицейская машина для разгона демонстраций
- WZ-901F (Type 86) — машина для патрулирования
- XJZ-92 — бронированная ремонтно-эвакуационная машина
- Командирская машина
- Бронированная медицинская машина
- Боевая разведывательная машина
- Yitian — прототип самоходного зенитно-ракетного комплекса

### 4 х 4
- WZ-91 — прототип самоходного противотанкового комплекса, вооружённого ПТРК HJ-8
- WZ-550 — серийный самоходный противотанковый комплекс, вооружённый ПТРК HJ-9
- WJ-94 — полицейская машина для разгона демонстраций

## На вооружении
- Алжир[6]
- Аргентина — 4 Тип-92, по состоянию на 2011 год[7]
- Босния и Герцеговина — 5 Тип-92, по состоянию на 2012 год[6]
- Бурунди — 15 Тип-92, по состоянию на 2016 год[8]
- Замбия — 5 Тип-92, по состоянию на 2012 год[9]
- Чад — 10 Тип-92, по состоянию на 2012 год
- Кения — 31 Тип-92 (WZ551) по состоянию на 2021 год[10]
- Китай — 550 Type-92, 700 Type-92A и 600 Type-92B, по состоянию на 2016 год[11]
- Мьянма — более 30 Type-92, по состоянию на 2016 год[12]
- Оман — около 50 Тип-92, по состоянию на 2016 год[13]
- Непал[6]
- Руанда — 20 Type-92, по состоянию на 2016 год[14]
- Шри-Ланка — 20 Type-92, по состоянию на 2016 год[15]
- Судан - 10 Тип-92, по состоянию на 2016 год[13]
- Пакистан[6]
- Таиланд — 96 WZ-551, по состоянию на 2012 год
- Танзания — 4 Тип-92, по состоянию на 2016 год[16]
- Иран — 150 Тип-92, по состоянию на 2012 год[6]
- Эфиопия — неизвестное количество Type-92, по состоянию на 2016 год[17]